# Eaux temporaires

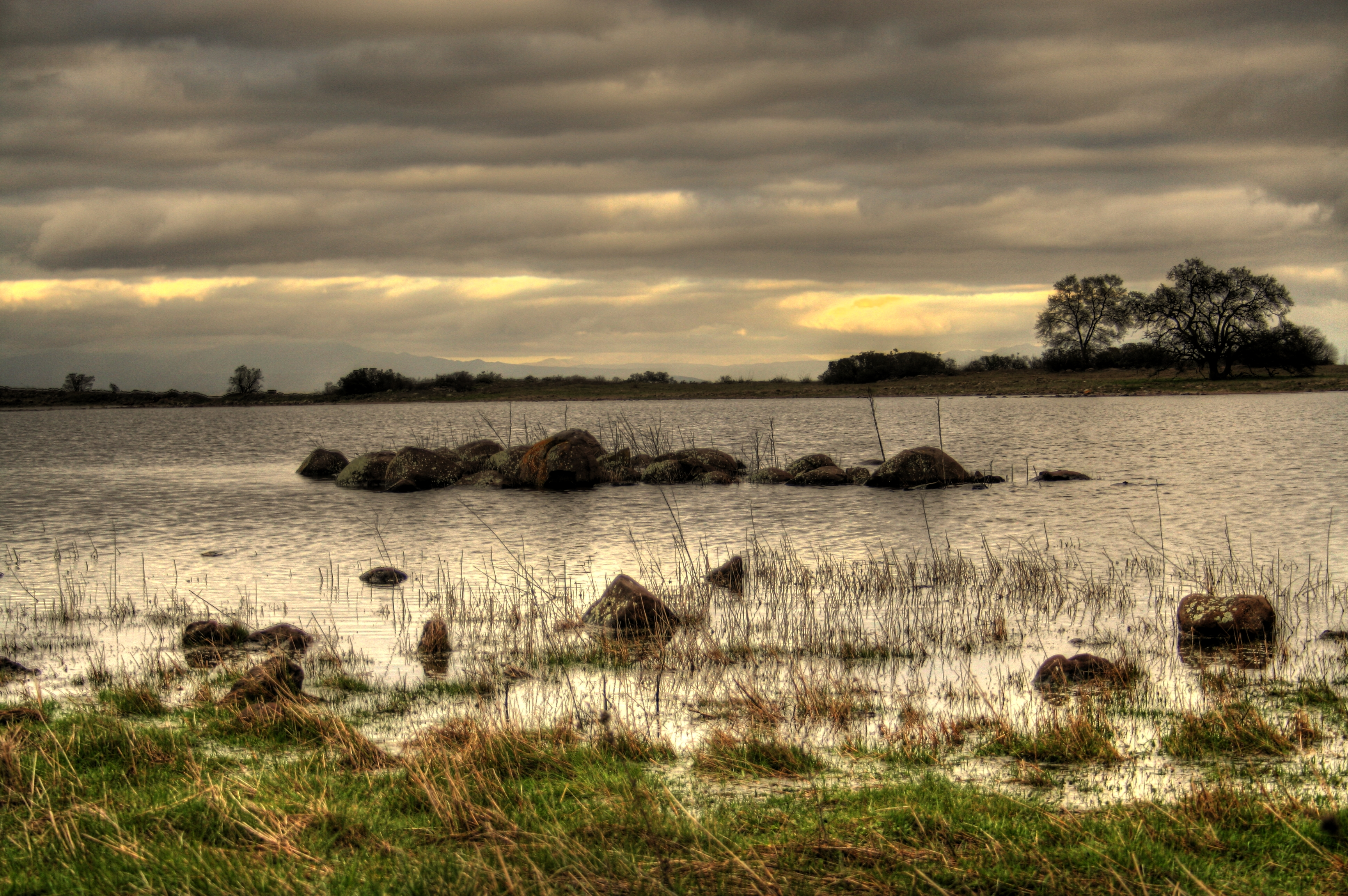
Étang temporaire (Santa Rosa, Californie).

Les eaux temporaires désignent les lacs peu profonds, les étangs, les mares, les marais, les zones inondables, les cours d’eau qui ne contiennent de l’eau que pour une durée limitée et qui le reste du temps sont à sec. Les eaux temporaires peuvent être lotique ou lentique. La présence intermittente de l’eau et l’habitat aquatique éphémère qui en résulte distinguent les eaux temporaires des autres habitats aquatiques.
Les eaux temporaires se retrouvent sur tous les continents, sous toutes les latitudes et dans tous les biomes. Elles se présentent sous différentes formes et contiennent de l’eau pendant une période suffisamment longue pour qu’une vie aquatique s’y développe.
Cet article ne traite pas des mares résiduelles, associées au milieu marin.

## Typologie

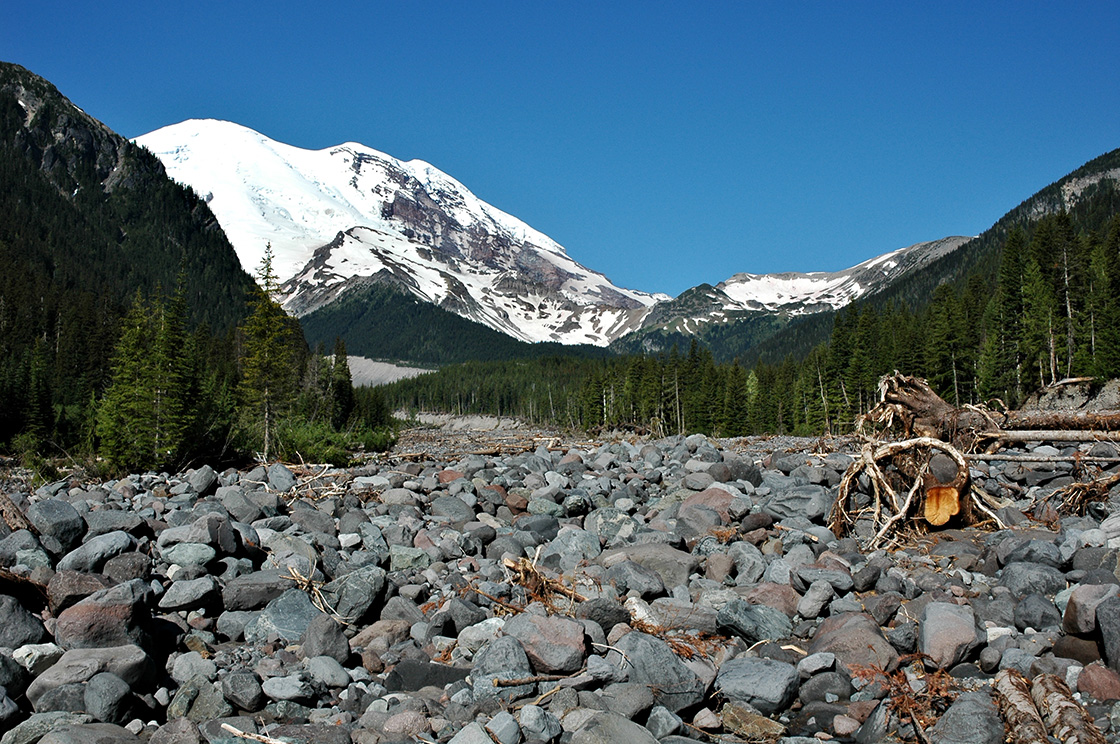
Lit asséché de la rivière White dans le Parc national du Mont Rainier.

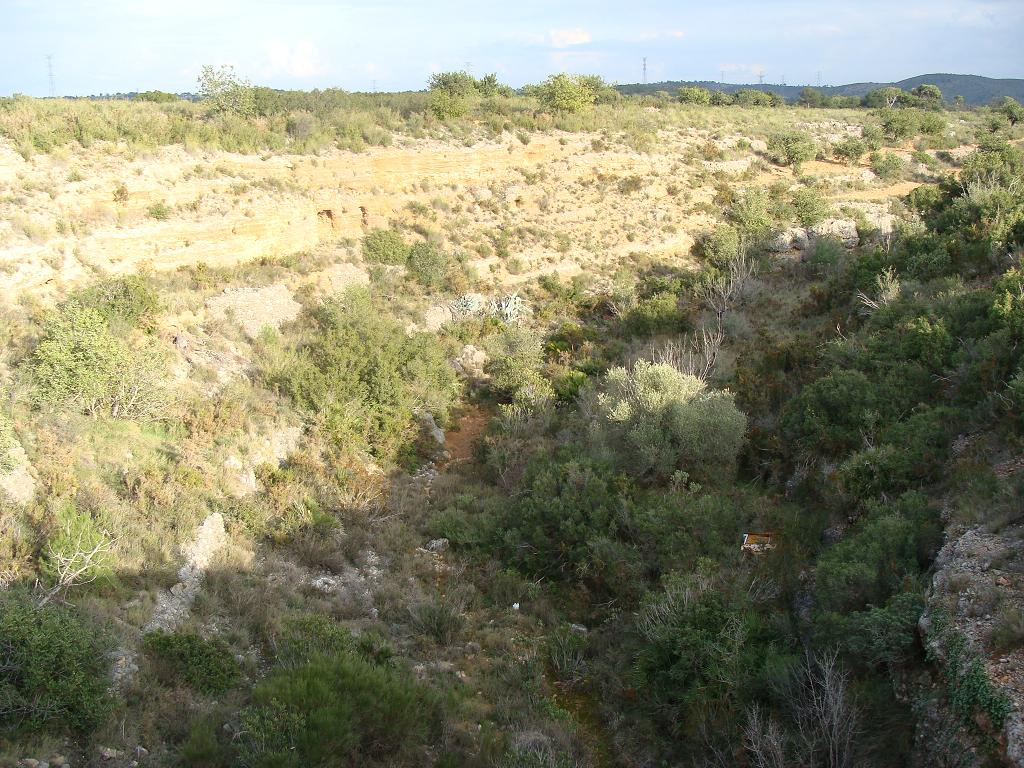
Rambla dans la Province de Valence.

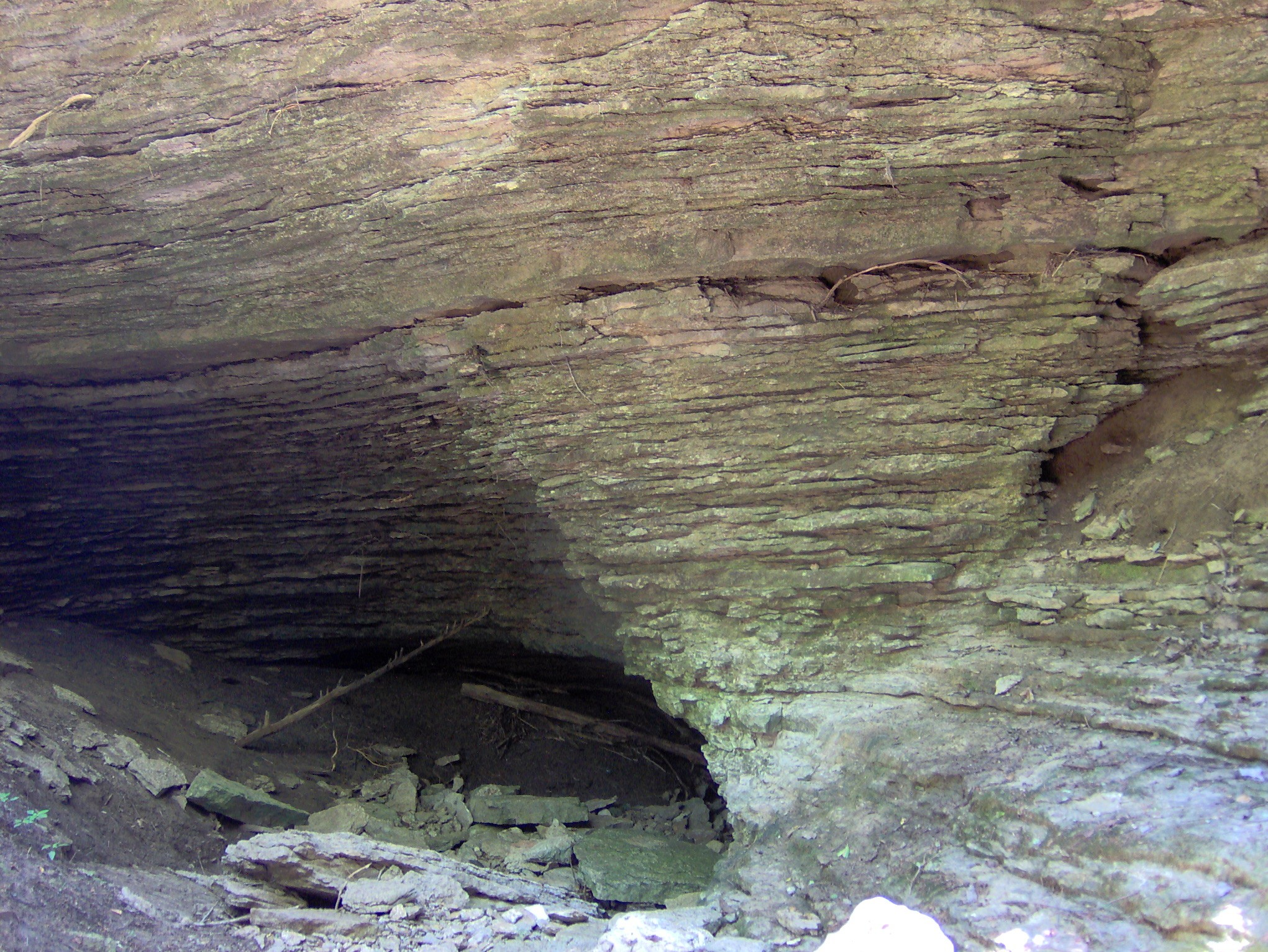
Doline dans le Tennessee.

- Bassin d’eaux de fonte : accumulation d’eaux de fonte dans les régions arctique et antarctique.
- Bassin de plaine inondable : dépression en zone inondable où persiste une accumulation d’eau après le retrait des eaux de l’inondation.
- Bassin rocheux : accumulation d’eau de provenances diverses dans les dépressions d’une assise rocheuse, un bloc rocheux.
- Bourbier des prairies : mare temporaire des prairies et des steppes.
- Contenants artificiels : tout artefact pouvant accumuler l’eau, souvent l’eau de pluie : gouttière mal installée, pneu abandonné, vieux caniveau, abreuvoir, arrosoir, lavogne, aiguier, etc.
- Cours d’eau d’amont temporaire : les plus petits affluents en amont des systèmes hydrographiques sont souvent saisonniers, drainant les eaux de fonte au printemps ou à la saison des pluies.
- Cours d’eau de fonte : cours d’eau drainant les eaux de fonte des glaciers, des champs de glace et de la neige. Ces cours d’eau actifs le jour sont souvent inactifs la nuit lorsque la baisse de température inhibe la fonte.
- Cours d’eau des régions arides : on retrouve ce type de cours d’eau dans les régions où la nappe phréatique est loin sous la surface et où le taux d’évapotranspiration est plus élevé que le taux de précipitations. Ces cours d’eau sont actifs pendant une partie de l’année seulement, ou lors des précipitations abondantes.
- Doline : certaines dolines accumulent temporairement les eaux de fonte ou de précipitations.
- Flaque d'eau : accumulation d’eau de pluie sur toute surface.
- Marais de zone inondable : accumulation d’eau dans une dépression résultant d’une inondation à proximité d’un milieu humide dominé par les herbacées, les carex ou les joncs.
- Mare forestière temporaire : accumulation saisonnière à la fin de l’hiver ou au printemps de l’eau de pluie ou de la fonte des neiges dans les milieux forestiers.
- Marécage de zone inondable : accumulation d’eau dans une dépression en milieu forestier résultant de la crue d’un cours d’eau voisin.
- Phytotelme : l’accumulation d’eau dans les récipients végétaux crée un microhabitat aquatique, souvent temporaire, dont tirent avantages plusieurs espèces animales.
- Dendrotelme : un type de phytotelme.
- Plaine inondable : terrain épisodiquement inondé par la crue d’un cours d’eau voisin.
- Plan d’eau asséché : ces plans d’eau peu profonds des régions arides drainent l’eau du bassin hydrographique où ils se trouvent. L’aridité du climat entraîne une évaporation rapide du plan d’eau de sorte qu’il est à sec une partie de l’année. Ces plans d’eau sont généralement salés à la suite de la répétition du processus d’inondation et d’évaporation.
- Source et suintement : les eaux souterraines qui montent à la surface à la suite de précipitations abondantes peuvent produire des sources et des suintements temporaires qui donnent naissance à des flaques d’eaux, des mares ou d’autres types de plans d’eau également temporaires.

## Terminologie

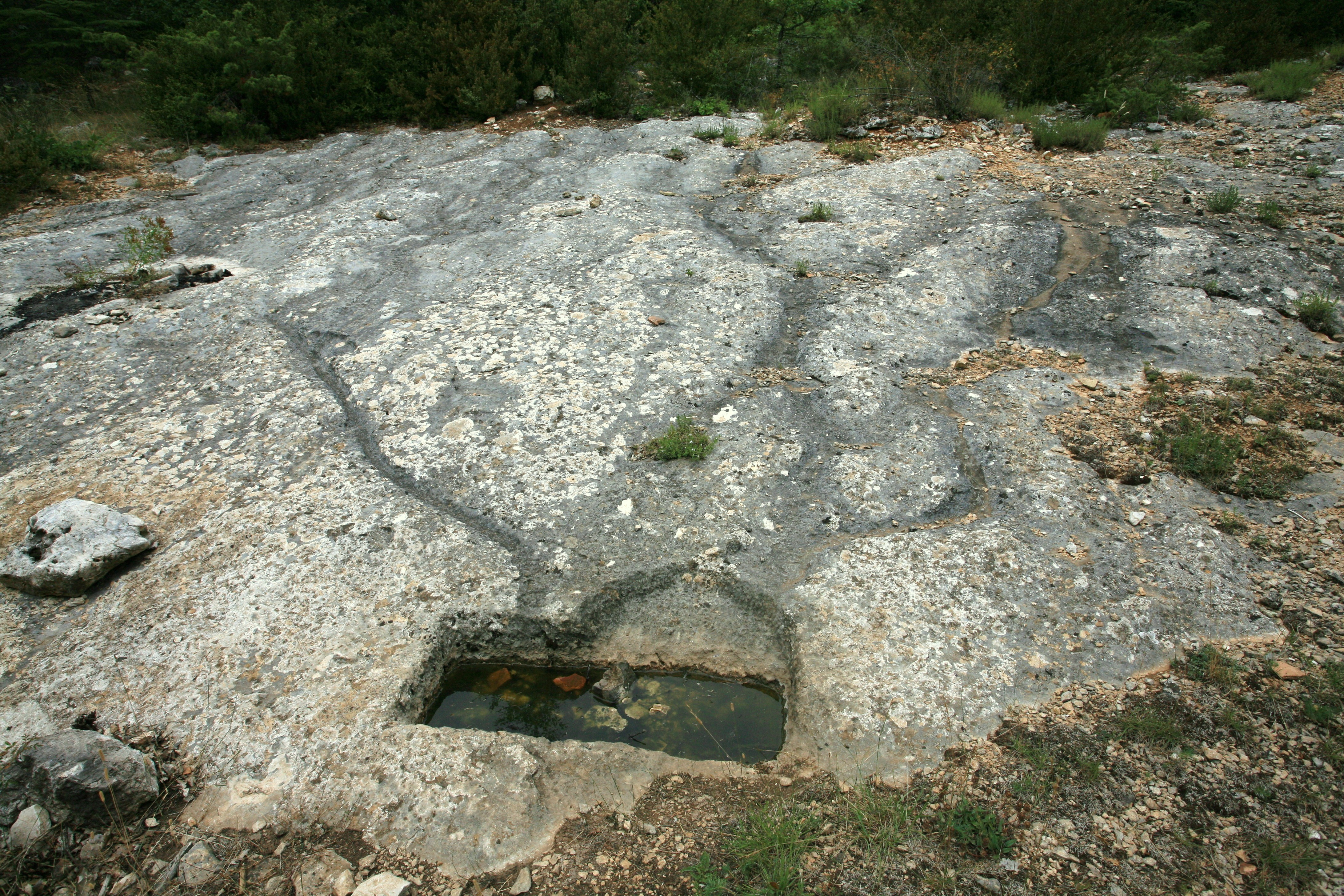
Aiguier du Mont Ventoux.

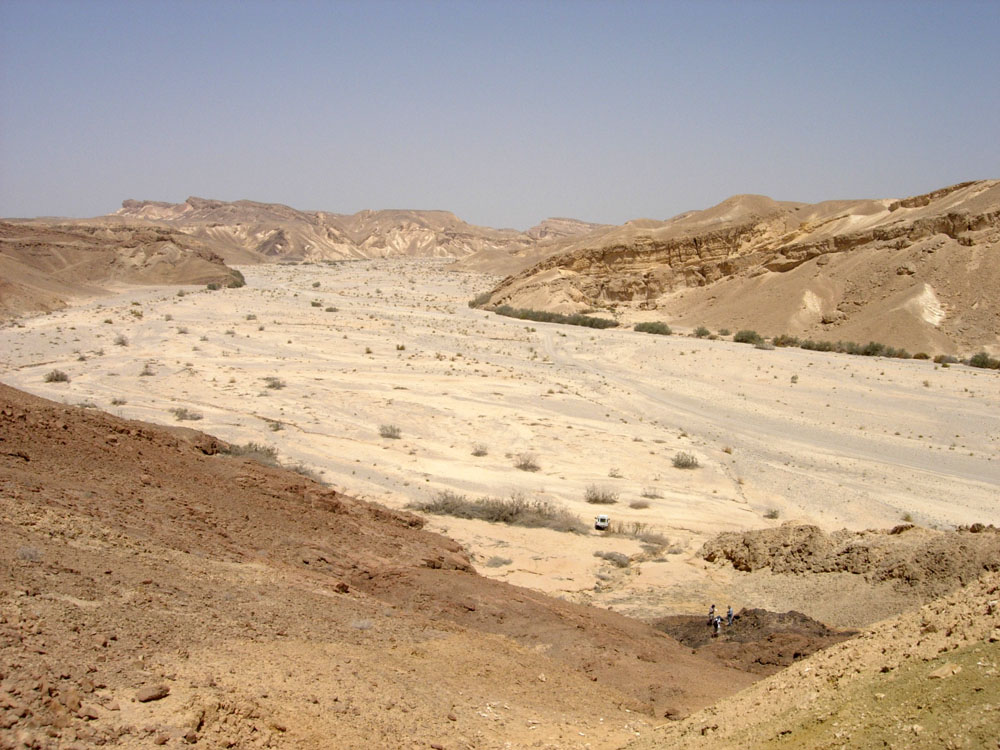
Oued dans le Néguev en Israël.

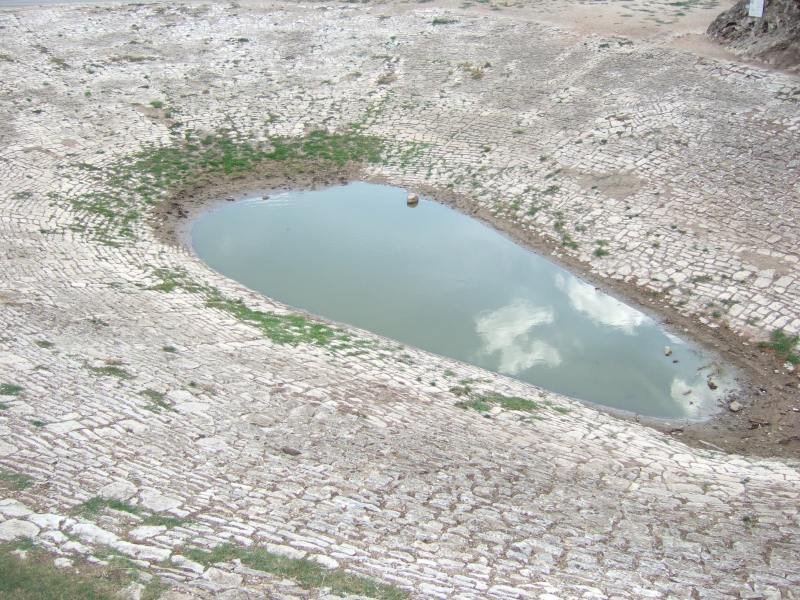
Lavogne à la Couvertoirade (Aveyron).

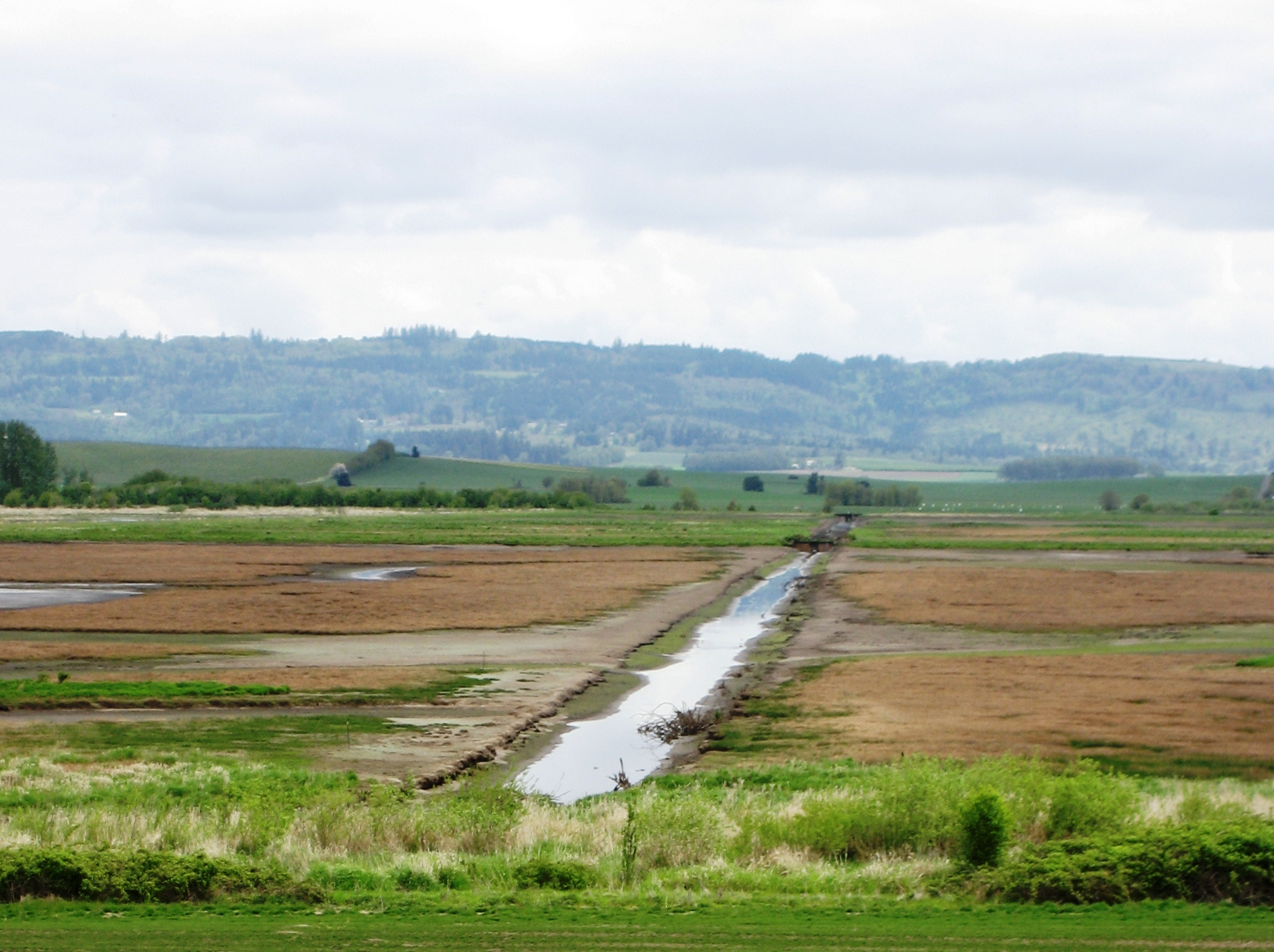
Fossé d'irrigation en Oregon.

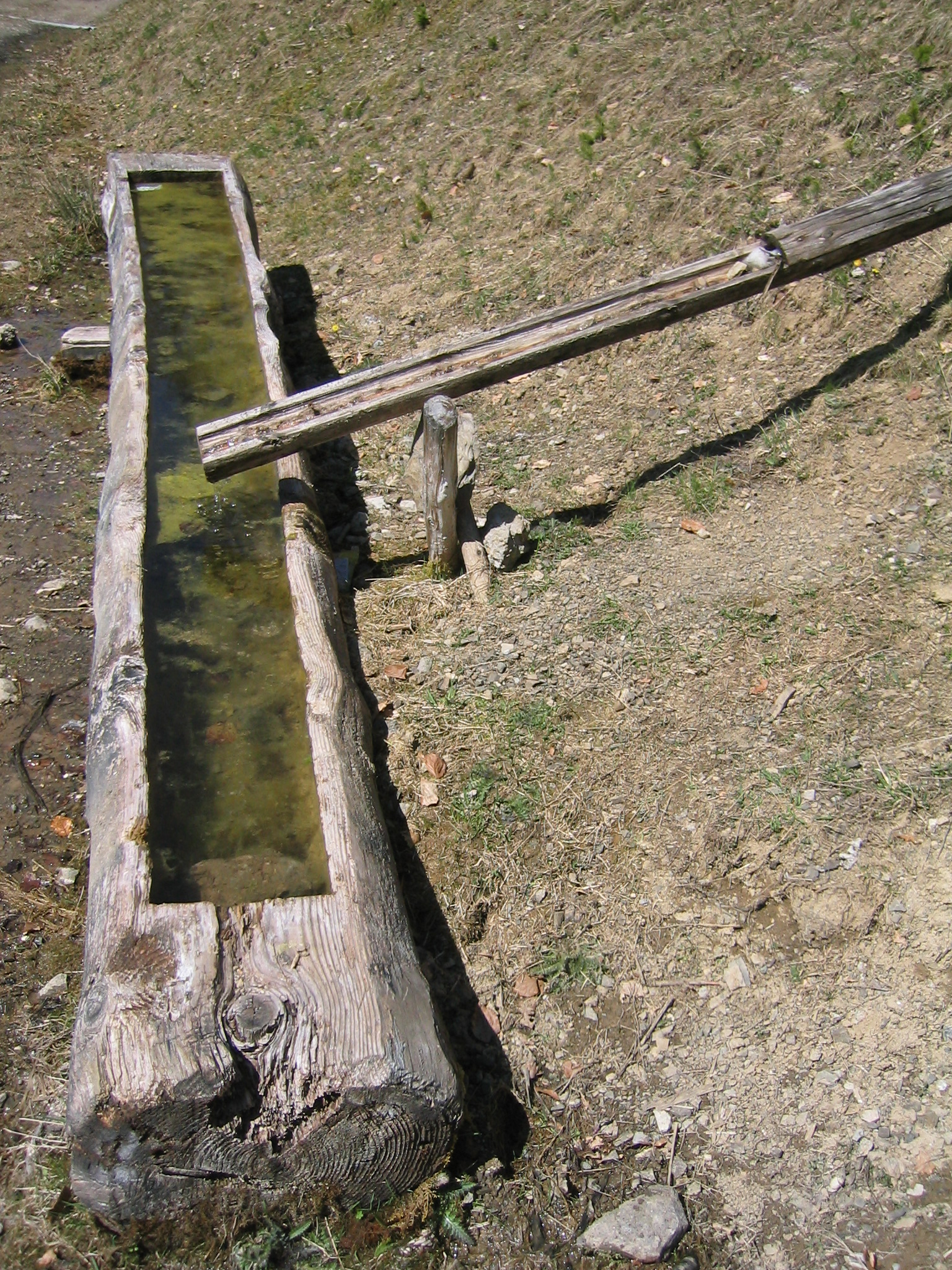
Un abreuvoir en Haute-Savoie.

Liste de termes en diverses langues désignant des eaux temporaires ou associés aux eaux temporaires :
- Arroyo, wash, draw : en Amérique, cours d’eau temporaire du même genre que le oued.
- Baias : lac temporaire en Amérique latine
- Billabongs : méandre mort créé à la suite du changement du cours d'une rivière en Australie. Peut désigner aussi un bassin d’eau temporaire subsistant après le retrait des eaux d’inondation saisonnière.
- Buffalo wallows : en Amérique du Nord, dépressions peu profondes créées par les bisons lorsqu’ils se vautrent et qui se remplissent d’eau lorsqu’il pleut.
- Cadereau : dans la région nîmoise, ruisseau généralement à sec, et qui reçoit l'eau pluviale lors des orages.
- California vernal pool : dans le chaparral californien, bassins d’eau saisonniers abritant des communautés végétales diversifiées et caractéristiques.
- Carolina bays : dépressions rondes ou ovales des plaines côtières du sud-est des États-Unis abritant des communautés végétales endémiques et une faune de milieux aquatiques temporaires.
- Corixos : plan d’eau temporaire du Pantanal.
- Chotts : lacs salés d'Afrique du Nord qui s'assèchent parfois complètement.
- Dambos : milieux humides peu profonds annuellement inondés en amont des systèmes de drainages en Afrique du Sud.
- Dismals : marais et marécages en Virginie, Delaware, Caroline du Sud et Caroline du Nord.
- Doline
- Fen : tourbières minérotrophes
- Flaque d’eau
- Gator holes : dans les Everglades, dépressions créées par les alligators qui conservent de l’eau après le retrait des eaux environnantes.
- Gnammas : dans l’ouest de l’Australie, eaux temporaires sur les affleurements granitiques.
- Heaths : tourbières acides en Grande-Bretagne.
- Kettle
- Lavogne
- Marigot : en Afrique, une petite étendue d'eau fermée – une mare –, souvent dépourvue d'eau pendant la saison sèche.
- Mires : tourbières acides dans le nord de l’Europe.
- Moors : tourbières acides situées au sommet des collines des Landes en Grande-Bretagne.
- Mosses : tourbières acides situées au sommet des collines en Écosse
- Muskeg
- Oshanas : dépressions peu profondes périodiquement remplies par les inondations ou l’eau de pluie en Namibie et en Angola.
- Oued ou Wadi
- Pakahi : en Nouvelle-Zélande, dépressions peu profondes inondées par les eaux souterraines.
- Panes, panes ou pannes : dépressions peu profondes dans les régions arides recueillant l’eau de pluie.
- Phytotelme
- Dendrotelme
- Plunge pools : dépressions profondes creusées dans le roc par l’érosion au pied des chutes et qui retiennent l’eau une fois le cours d’eau asséché.
- Pocosin
- Prairie potholes ou cuvettes des prairies : dépressions circulaires formées à la suite du retrait des glaciers dans les Prairies nord-américaines et qui s’emplissent d’eau tous les printemps.
- Ramblas : en Espagne, cours d’eau temporaires actifs après un orage.
- Salinas : lacs salés en Amérique du Sud.
- Sebkha ou Playa
- Sinking creeks : en Amérique du Nord, cours d’eau disparaissant dans le sol.
- Slough : désigne divers types de milieux humides.
- Swallow holes : en Grande-Bretagne, dolines profondes où l’eau disparaît dans le sous-sol.
- Takyrs : au Turkménistan, dépressions peu profondes dans le désert recueillant l’eau de pluie.
- Tenajas : en Amérique du Nord, bassins rocheux conservant l’eau dans le lit des cours d’eau asséchés.
- Tourbière
- Turloughs : en Irlande, eaux temporaires des régions calcaires qui s’emplissent par les eaux souterraines et parfois par l’eau de pluie en automne, mais à sec au printemps et à l’été.
- Vasante : en Amérique du Sud, cours d’eau temporaires reliant les lacs pendant la saison des pluies dans la région du Pantanal.
- Vernal pools : en Amérique du Nord, mare printanière et forestière qui s’assèche à l’été ; aussi, plus généralement, n’importe quelle mare printanière.
- Vleis : en Afrique du Sud, milieux humides périodiquement inondés par la crue des cours d’eau.
- Whale wallows : étang saisonnier et forestier le long de la côte du Delaware.

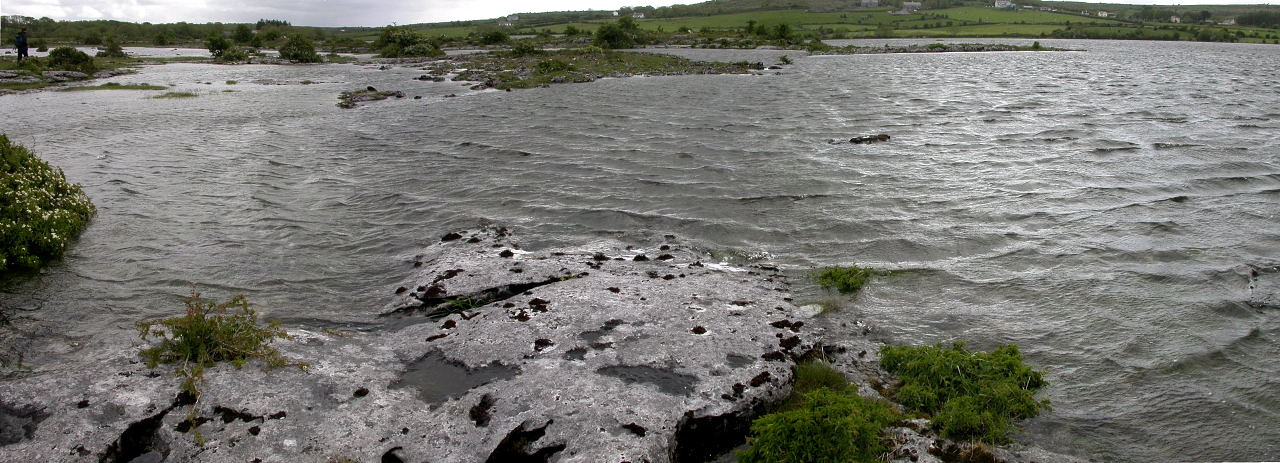
Turlough en Irlande gonflé par les pluies printanières.

## Régime d'inondation

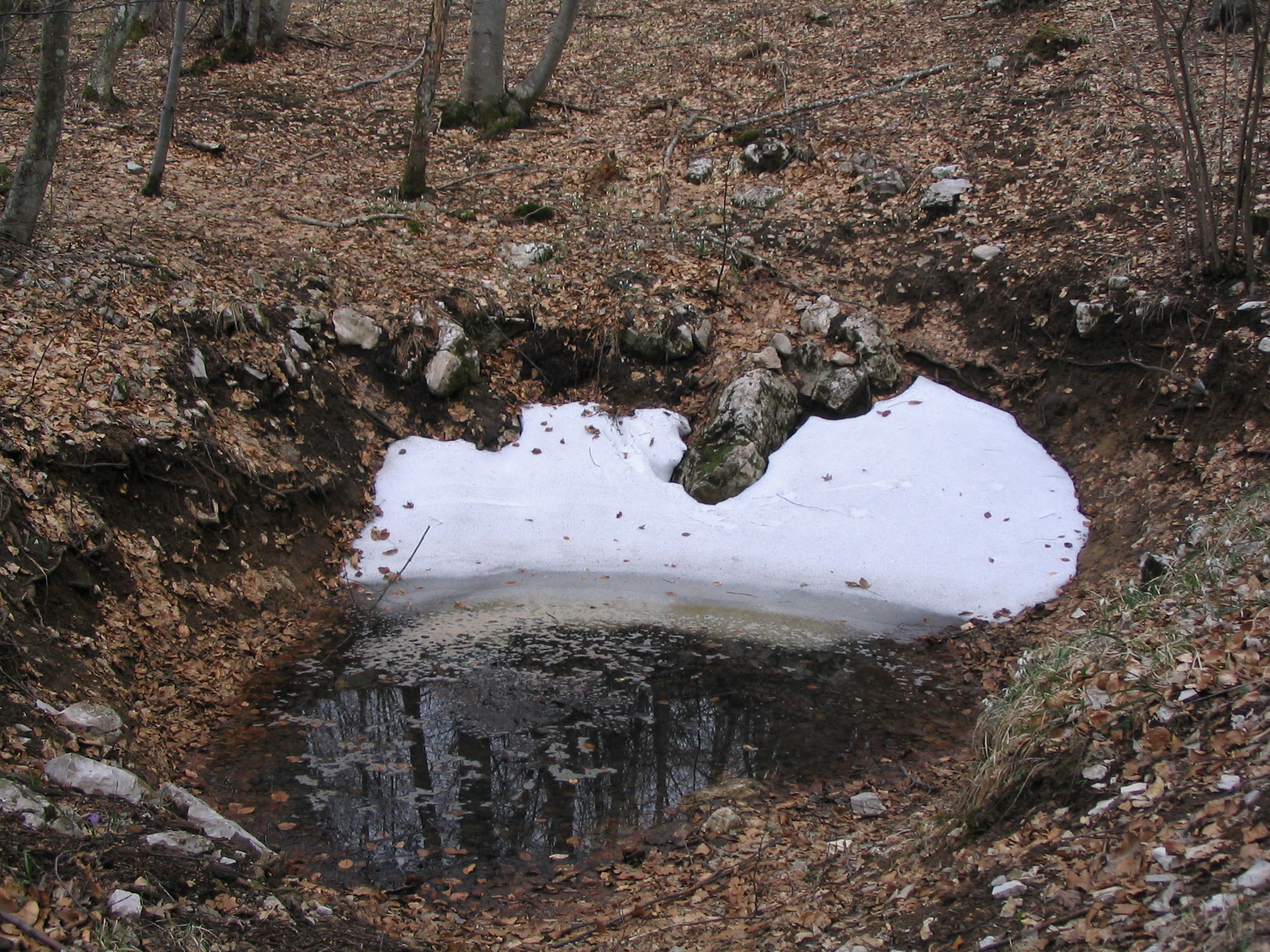
Petite doline inondée par la fonte des neiges.

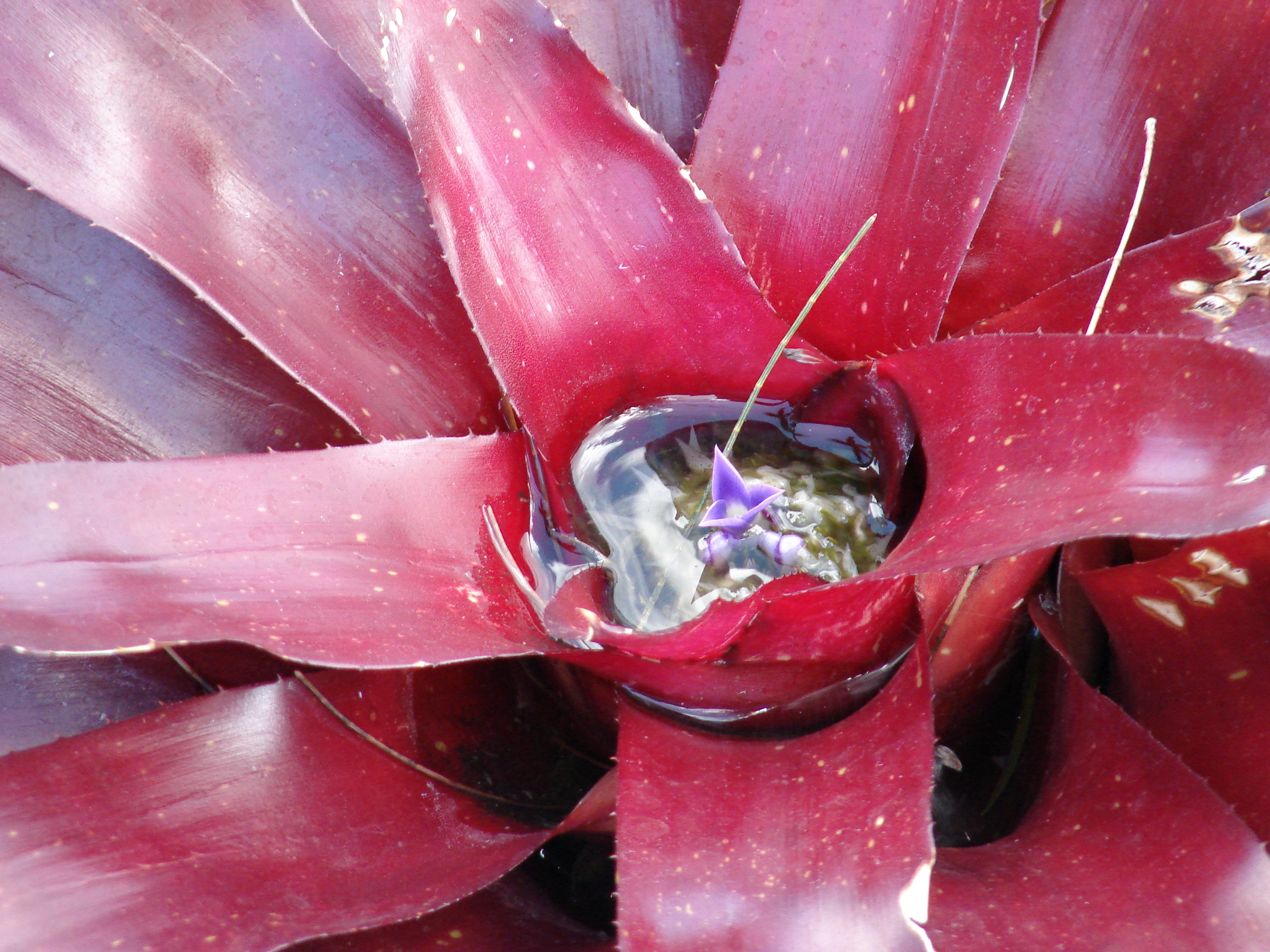
Un exemple de phytotelme: une broméliacée avec une réserve d'eau en son centre.

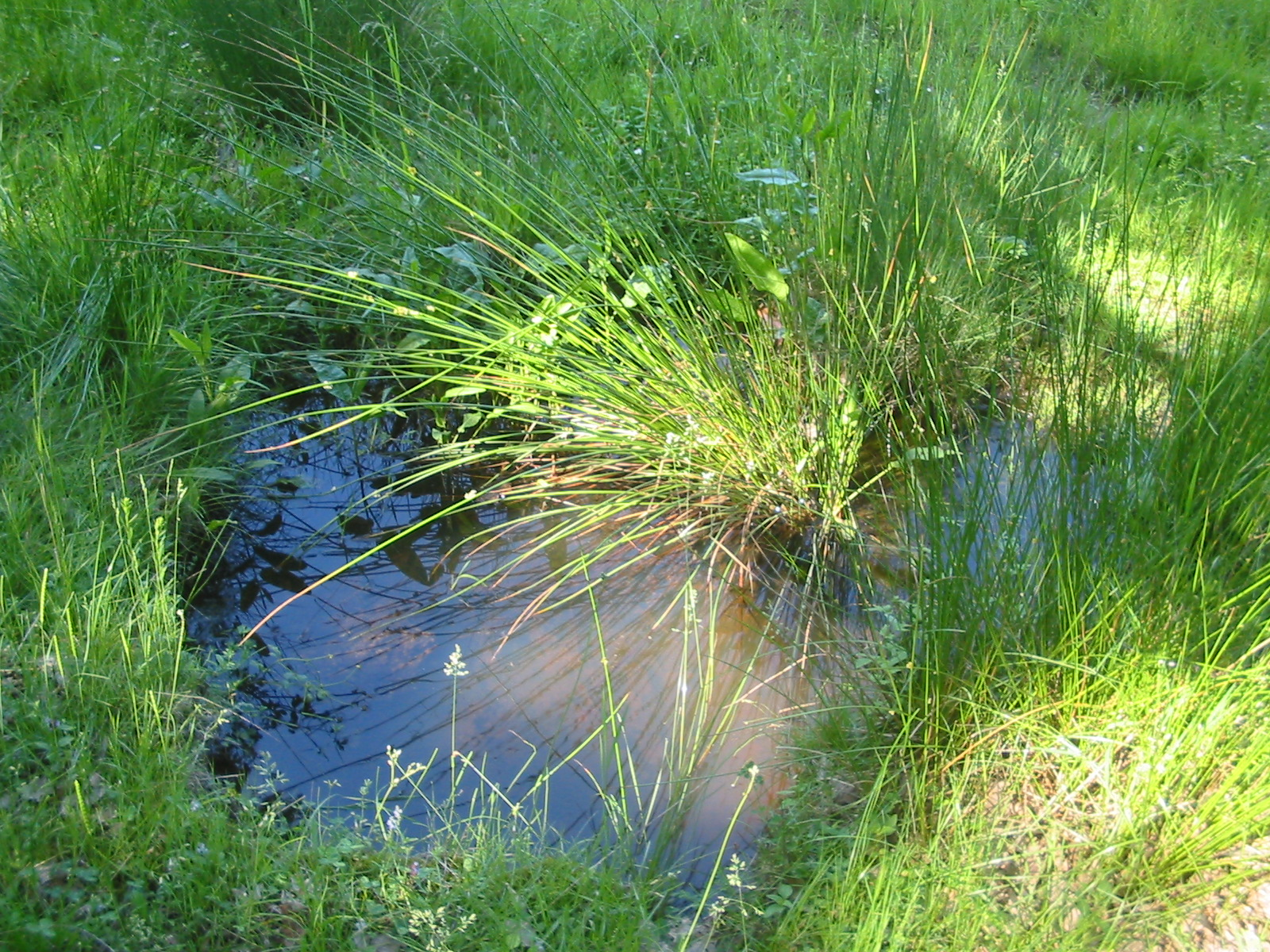
Flaque d'eau forestière en Roumanie.

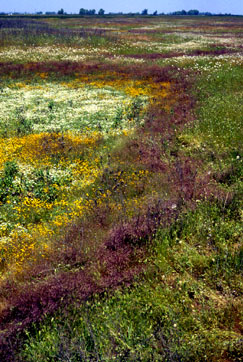
Mare temporaire asséchée et envahie par la végétation en Californie, avec les « ceintures végétales » d'espèces différentes et de tailles différentes qui traduisent l'influence de l'humidité du sol et parfois du gradient de température.

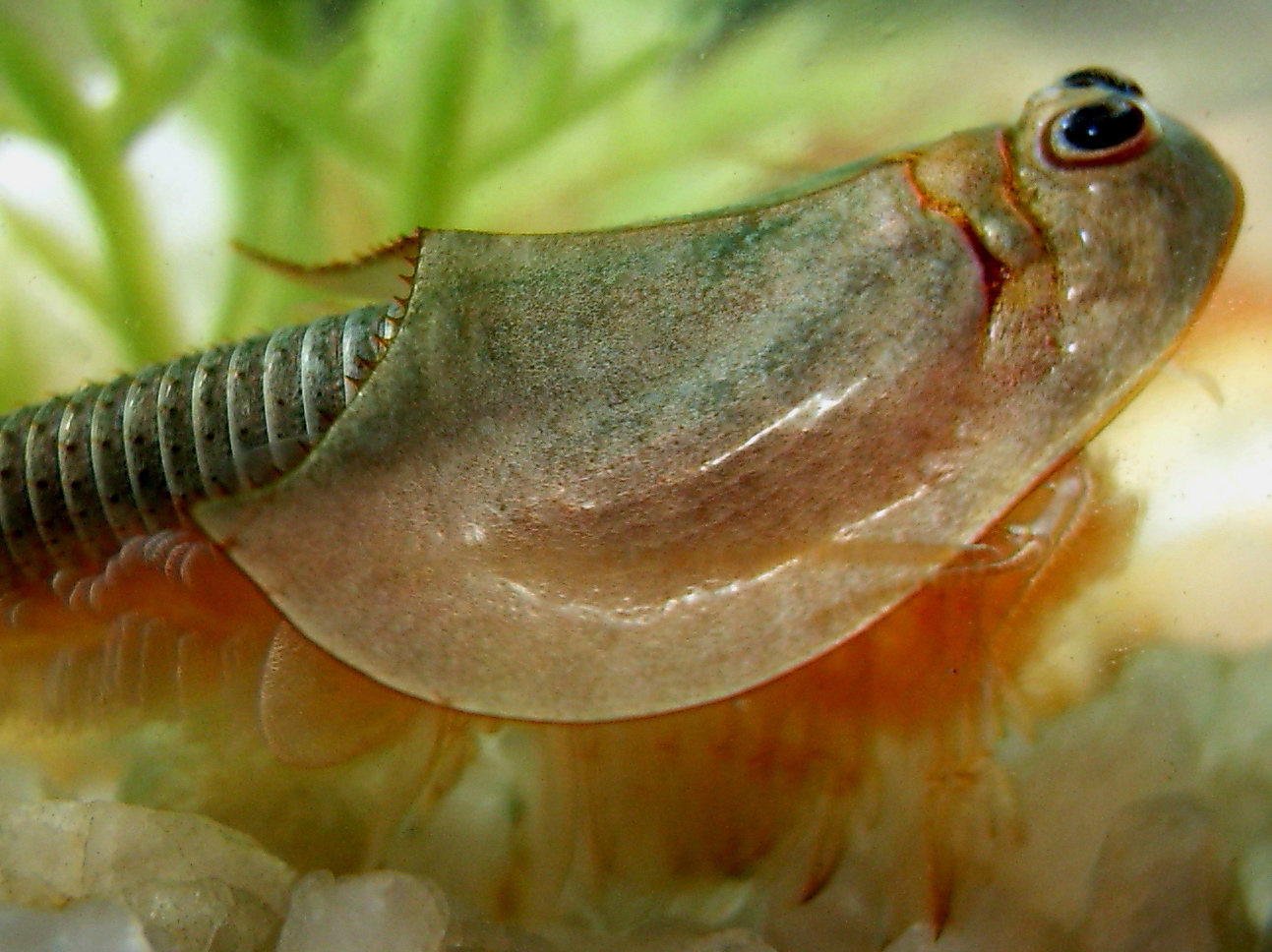
Les crustacés du genre Triops sont caractéristiques des eaux temporaires ; leurs œufs peuvent survivre jusqu'à plusieurs décennies hors de l'eau.

Le régime d’inondation des systèmes d’eaux temporaires varie en fonction du type de système, du climat, de la géographie ou de l’action humaine. Certains sont à sec la plupart du temps, alors que d’autres ne subissent des périodes de sécheresse qu’à de rares occasions. Une classification en cinq catégories a été établie selon un régime d’inondation : éphémère, épisodique, intermittent, saisonnier et quasi permanent.
| Régime d’inondation | Régularité et durée de l’inondation |
| ------------------- | --- |
|                     | Inondations imprévisibles, de courte durée, généralement par la pluie ou par le ruissellement. Les plans d’eau créés s’assèchent dans les jours qui suivent et n’abritent généralement qu’une vie microscopique. |
|                     | Inondations rares et irrégulières. Les plans d’eau sont à sec la plupart du temps. L’eau peut persister plusieurs mois.                                                                                          |
|                     | Les périodes d’inondation et de sécheresse alternent de façon irrégulière. Les périodes d’inondation peuvent s’étendre sur plusieurs mois ou des années.                                                         |
|                     | Alternance régulière et prévisible des périodes d’inondation et de sécheresse suivant la saison. |
|                     | Présence d’eau presque continuelle avec des périodes de sécheresse occasionnelles et courtes. La majorité des espèces de ce milieu sont intolérantes à l’assèchement.                                            |

## Écologie des mares et eaux temporaires
Les principaux taxons des organismes vivants en eau douce se retrouvent dans les eaux temporaires.
Ces espèces se distinguent cependant par leurs adaptations à survivre aux périodes de sécheresse qui caractérisent les eaux temporaires.
La diapause, la quiescence, la fuite et dans une moindre mesure la dormance constituent les principaux moyens pour subsister au dessèchement du milieu.
- Chez les végétaux, les graines résistent à la sécheresse et/ou à l'immersion durant des années. 
 Certaines espèces végétales comme le tamaris étendent des racines profondément dans le sol pour assurer un accès aux eaux souterraines pendant les périodes de sécheresse.
- Chez les animaux, de nombreuses adaptations existent. Ainsi, les dipneustes s’enlisent dans la vase et réduisent le rythme de leur métabolisme. Certains mollusques s’enfoncent dans le sol jusqu’au retour des eaux. Les écrevisses creusent de profonds terriers qui restent submergés d’eau même pendant la sécheresse. Plusieurs amphibiens et insectes ont des stades larvaires aquatiques qui ont le temps de compléter leur cycle avant la fin de la période d’inondation. La pupe de certaines espèces d’insectes devient dormante jusqu’à la prochaine période d’inondation[1]. Les crustacés Triops et daphnies ou  des poissons comme les Killies pondent des œufs qui, une fois déshydratés peuvent survivre des mois ou des années jusqu'au retour de l'eau.

La conservation de milieux temporairement inondés est nécessaire à la survie de certaines espèces à faible pouvoir de dispersion ou qui dépendent des cycles marqués d'exhondation/inondation tels que les triops (par exemple en Europe et France Triops cancriformis, espèce dite « fossile », car très ancienne, mais néanmoins en voie de disparition sur une grande partie de son aire potentielle de répartition).

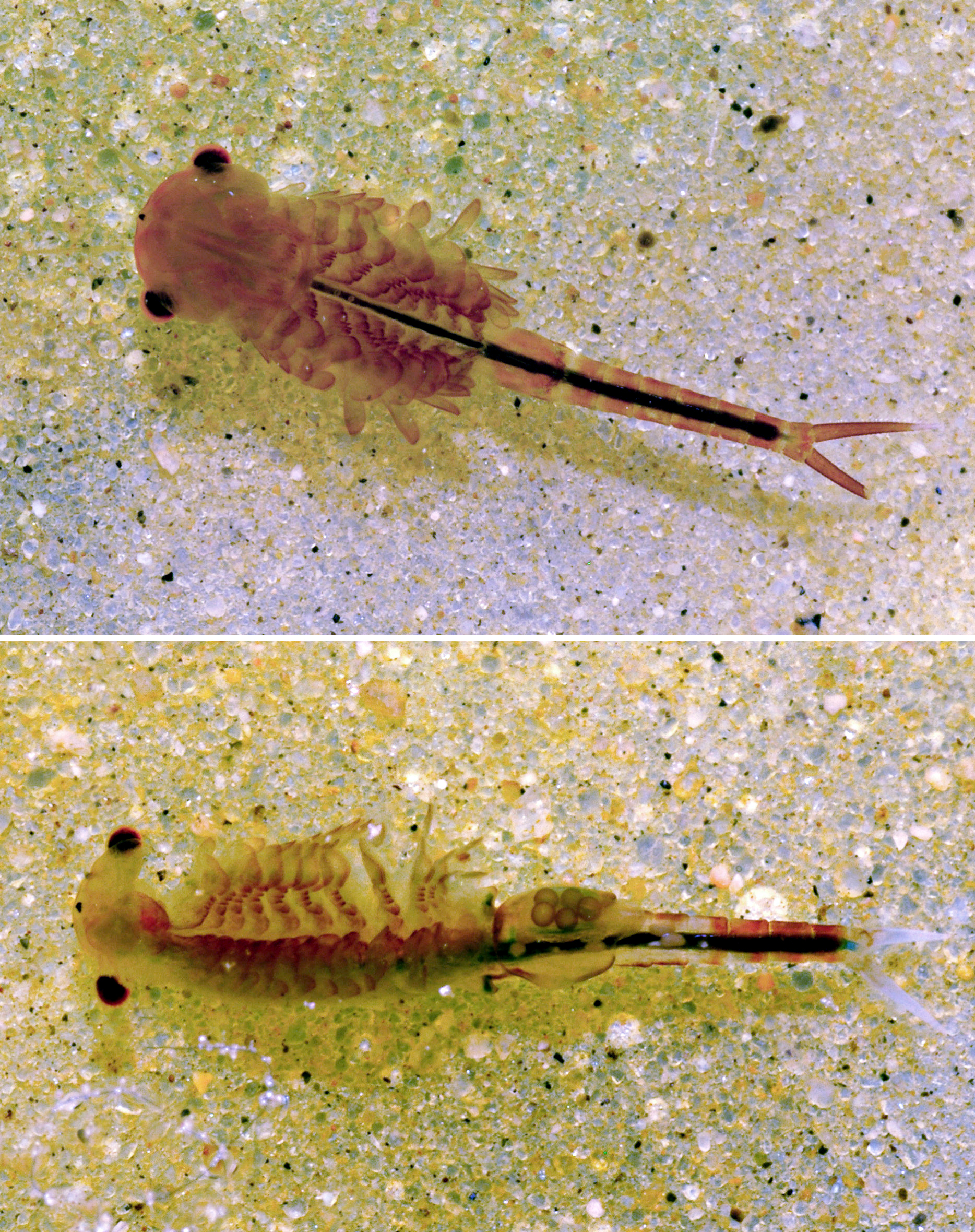
Mâle (en haut) et femelle (en bas) d'Eubranchipus grubii (Chirocephalidae): la femelle transporte ses œufs (ici visibles près de l'orifice génital) de l'ordre des Anostraca (crustacés branchiopodes). C'est avec les daphnies et les triops, l'un des taxons les plus représentatifs des mares et eaux temporaires.